# Campeonato de Noruega de Ciclismo en Ruta

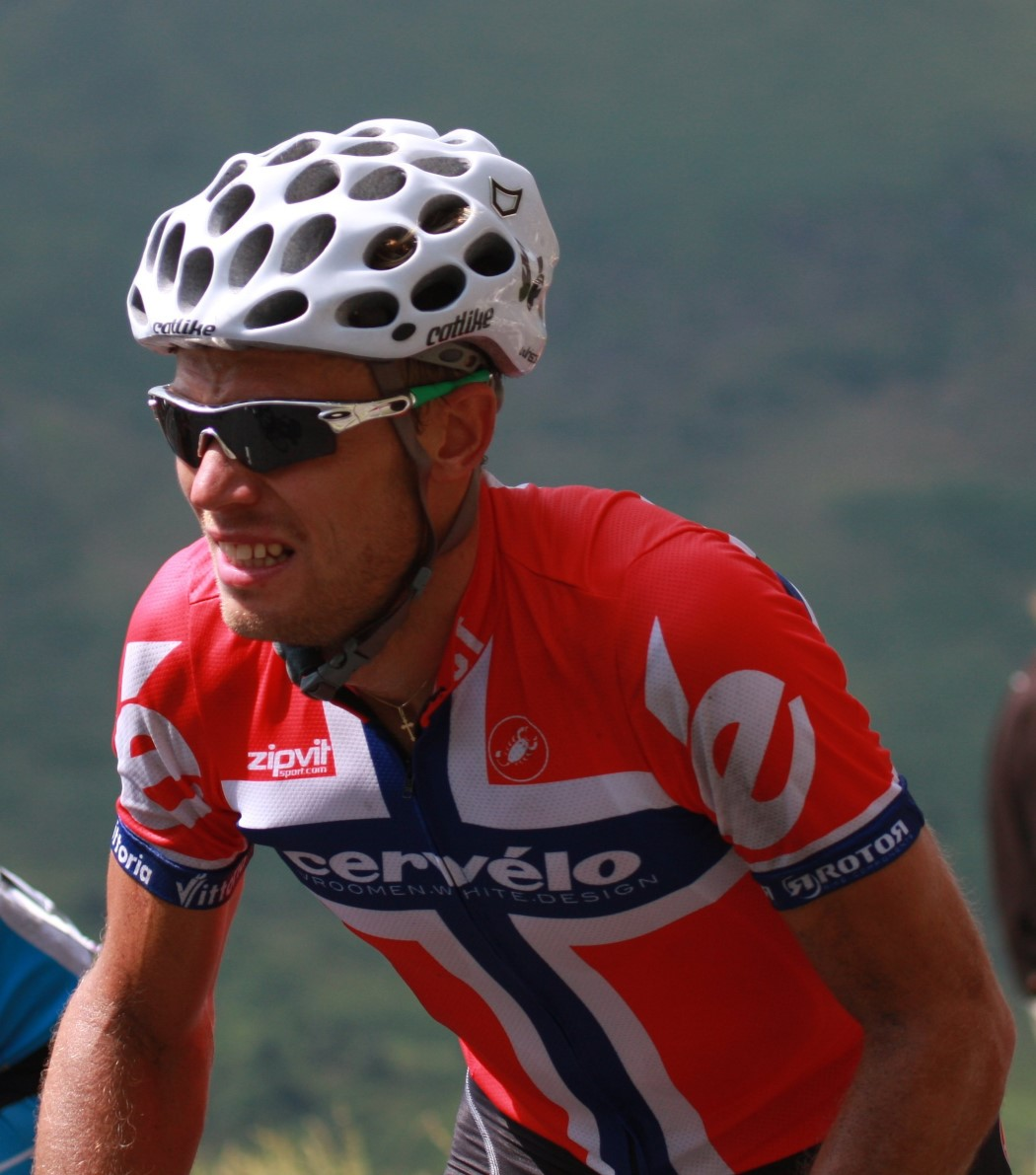
Thor Hushovd tricampeón de Noruega en ruta.

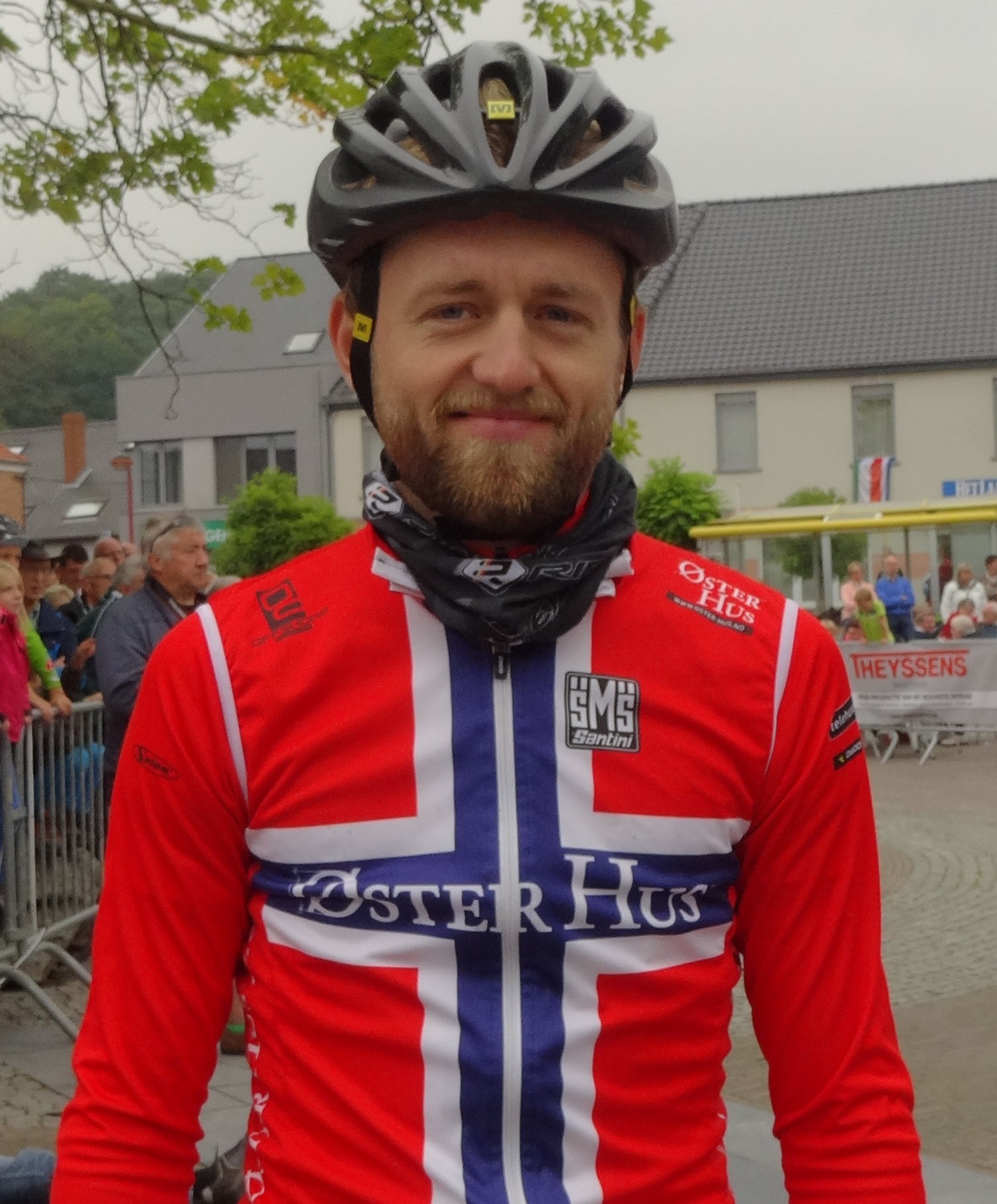
Tormod Hausken Jacobsen campeón en 2014.

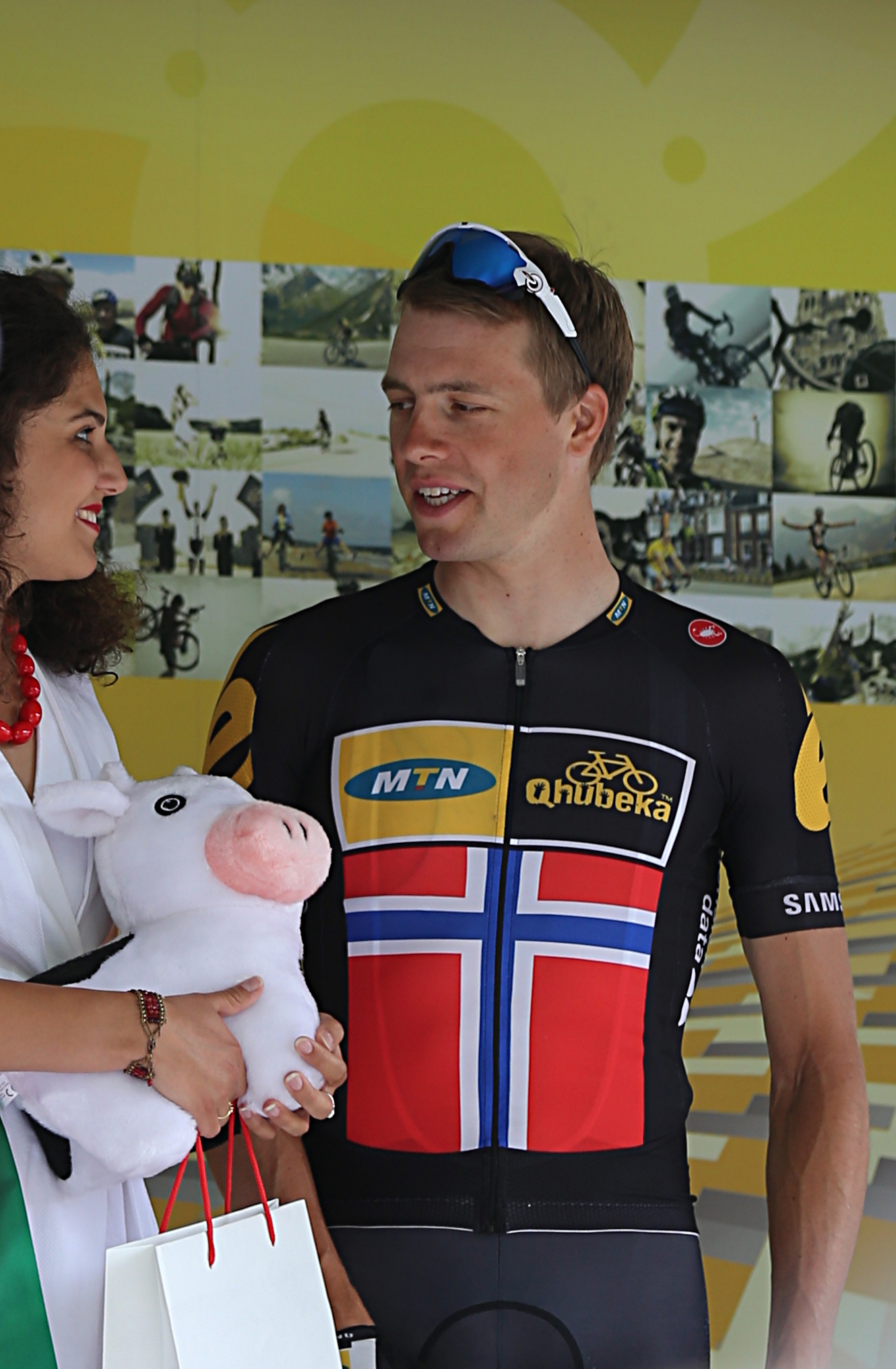
Edvald Boasson Hagen con el maillot de campeón.

Los Campeonatos de Noruega de Ciclismo en Ruta se organizan anualmente desde el año 1996 para determinar el campeón ciclista de Noruega de cada año. El título se otorga al vencedor de una única carrera. El vencedor obtiene el derecho a portar un maillot con los colores de la bandera noruega hasta el Campeonato de Noruega del año siguiente.
En 1987 y 1988 fue un campeonato común con Suecia y Dinamarca. 

## Palmarés
| Año     | Ganador                 | Segundo                    | Tercero                    |               |
| 1940    | Odd Westbye             |                            |                            |               |
| 1941-45 | No se disputó           | No se disputó              | No se disputó              | No se disputó |
| 1946    | Leif Ekås               |                            |                            |               |
| 1947    | Erling Kristiansen      |                            |                            |               |
| 1948    | Per Thorkildsen         |                            |                            |               |
| 1949    | Erling Kristiansen      |                            |                            |               |
| 1950    | Arild Andersen          |                            |                            |               |
| 1951    | Odd Berg                |                            |                            |               |
| 1952    | Odd Berg                |                            |                            |               |
| 1953    | Erling Kristiansen      |                            |                            |               |
| 1954    | Kjell Pedersen          |                            |                            |               |
| 1955    | Odd Berg                |                            |                            |               |
| 1956    | Kåre Vårvik             |                            |                            |               |
| 1957    | Aage Kjelstrup          |                            |                            |               |
| 1958    | Kjell Pedersen          |                            |                            |               |
| 1959    | Trygve Lullau           |                            |                            |               |
| 1960    | Per Digerud             |                            |                            |               |
| 1961    | Per Digerud             |                            |                            |               |
| 1962    | Fredrik Kveil           |                            |                            |               |
| 1963    | Fredrik Kveil           |                            |                            |               |
| 1964    | Per Digerud             |                            |                            |               |
| 1965    | Cato Nordbeck           |                            |                            |               |
| 1966    | Karl Helland            |                            |                            |               |
| 1967    | Tore Milsett            |                            |                            |               |
| 1968    | Tore Milsett            |                            |                            |               |
| 1969    | Thorleif Andresen       |                            |                            |               |
| 1970    | Tom Martin Biseth       |                            |                            |               |
| 1971    | Thorleif Andresen       |                            |                            |               |
| 1972    | Knut Knudsen            |                            |                            |               |
| 1973    | Knut Knudsen            |                            |                            |               |
| 1974    | Tom Martin Biseth       |                            |                            |               |
| 1975    | Svein Langholm          |                            |                            |               |
| 1976    | Magne Orre              |                            |                            |               |
| 1977    | Geir Digerud            |                            |                            |               |
| 1978    | Geir Digerud            |                            |                            |               |
| 1979    | Geir Digerud            |                            |                            |               |
| 1980    | Jon Rangfred Hanssen    |                            |                            |               |
| 1981    | Morten Sæther           |                            |                            |               |
| 1982    | Ole Kristian Silseth    |                            |                            |               |
| 1983    | Morten Sæther           |                            |                            |               |
| 1984    | Dag Otto Lauritzen      |                            |                            |               |
| 1985    | Atle Pedersen           |                            |                            |               |
| 1986    | Atle Pedersen           | Terje Gjengaar             | -                          |               |
| 1987    | Jørn Skaane             |                            |                            |               |
| 1988    | Erik Johan Sæbø         |                            |                            |               |
| 1989    | Finn Vegard Nordhagen   |                            |                            |               |
| 1990    | Bjørn Stenersen         |                            |                            |               |
| 1991    | Bo André Namtvedt       |                            |                            |               |
| 1992    | Dag Erik Pedersen       |                            |                            |               |
| 1993    | Johnny Sæther           |                            |                            |               |
| 1994    | Steffen Kjærgaard       |                            |                            |               |
| 1995    | Bo André Namtvedt       |                            |                            |               |
| 1996    | Frode Flesja            | Andre Kjaergaard           | Trond-Kristian Karlsen     |               |
| 1997    | Kurt-Asle Arvesen       | Bjornar Vestol             | Ole-Sigurd Simensen        |               |
| 1998    | Kurt-Asle Arvesen       | Egil Endersen              | Robertino Ivanov           |               |
| 1999    | Sven-Gaute Holestol     | Mads Kaggestad             | Oyvind Karlbom             |               |
| 2000    | Rune Jogert             | Bjørnar Vestöl             | Gisle Vikoyr               |               |
| 2001    | Erlend Engelsvoll       | Gabriel Rasch              | Morten Christiansen        |               |
| 2002    | Kurt-Asle Arvesen       | Steffen Kjaergaard         | Thor Hushovd               |               |
| 2003    | Gabriel Rasch           | Morten Hegreberg           | Roar Fröseth               |               |
| 2004    | Thor Hushovd            | Kurt-Asle Arvesen          | Morten Hegreberg           |               |
| 2005    | Morten Christiansen     | Andreas Sand               | Morten Hegreberg           |               |
| 2006    | Lars Petter Nordhaug    | Edvald Boasson Hagen       | Roy Hegreberg              |               |
| 2007    | Alexander Kristoff      | Thor Hushovd               | Frederik Wilmann           |               |
| 2008    | Kurt-Asle Arvesen       | Stian Remme                | Lars Petter Nordhaug       |               |
| 2009    | Kurt-Asle Arvesen       | Alexander Kristoff         | Thor Hushovd               |               |
| 2010    | Thor Hushovd            | Christer Rake              | Roy Hegreberg              |               |
| 2011    | Alexander Kristoff      | Vegard Stake Laengen       | Thor Hushovd               |               |
| 2012    | Edvald Boasson Hagen    | Lars Petter Nordhaug       | Alexander Kristoff         |               |
| 2013    | Thor Hushovd            | Alexander Kristoff         | Edvald Boasson Hagen       |               |
| 2014    | Tormod Hausken Jacobsen | Philip Eidsheim            | Odd Christian Eiking       |               |
| 2015    | Edvald Boasson Hagen    | Odd Christian Eiking       | Vegard Stake Laengen       |               |
| 2016    | Edvald Boasson Hagen    | Alexander Kristoff         | Kristoffer Halvorsen       |               |
| 2017    | Rasmus Tiller           | Sven Erik Bystrøm          | Bjørnar Øverland           |               |
| 2018    | Vegard Stake Laengen    | Rasmus Tiller              | Kristian Aasvold           |               |
| 2019    | Amund Grøndahl Jansen   | Andreas Leknessund         | Carl Fredrik Hagen         |               |
| 2020    | Sven Erik Bystrøm       | Jonas Iversby Hvideberg    | Carl Fredrik Hagen         |               |
| 2021    | Tobias Foss             | Anders Skaarseth           | Kristian Aasvold           |               |
| 2022    | Rasmus Tiller           | Alexander Kristoff         | Edvald Boasson Hagen       |               |
| 2023    | Fredrik Dversnes        | Alexander Kristoff         | Jonas Abrahamsen           |               |
| 2024    | Markus Hoelgaard        | Fredrik Dversnes           | Rasmus Tiller              |               |
| 2025    | Andreas Leknessund      | Anders Halland Johannessen | Tobias Halland Johannessen |               |

## Estadísticas

### Más victorias
| Ciclista             | Victorias | Años                          |
| -------------------- | --------- | ----------------------------- |
| Kurt-Asle Arvesen    | 5         | 1997, 1998, 2002, 2008 y 2009 |
| Erling Kristiansen   | 3         | 1947, 1949 y 1953             |
| Odd Berg             | 3         | 1951, 1952 y 1955             |
| Per Digerud          | 3         | 1960, 1961 y 1964             |
| Geir Digerud         | 3         | 1977, 1978 y 1979             |
| Thor Hushovd         | 3         | 2004, 2010 y 2013             |
| Edvald Boasson Hagen | 3         | 2012, 2015 y 2016             |
| Kjell Pedersen       | 2         | 1954 y 1958                   |
| Fredrik Kveil        | 2         | 1962 y 1963                   |
| Tore Milsett         | 2         | 1967 y 1968                   |
| Thorleif Andresen    | 2         | 1969 y 1971                   |
| Tom Martin Biseth    | 2         | 1970 y 1974                   |
| Knut Knudsen         | 2         | 1972 y 1973                   |
| Morten Sæther        | 2         | 1981 y 1983                   |
| Atle Pedersen        | 2         | 1985 y 1986                   |
| Bo André Namtvedt    | 2         | 1991 y 1995                   |
| Alexander Kristoff   | 2         | 2007 y 2011                   |
| Rasmus Tiller        | 2         | 2017 y 2022                   |